# Chunajfis ad-Dusa
Chunajfis ad-Dusa (arab. خنيفس الدوسة) – wieś w Syrii, w muhafazie Hama. W 2004 roku liczyła 804 mieszkańców.